# David Henri
Pour les articles homonymes, voir Henri.
David Henri est né le 21 janvier 1972 à Paris.
Scénariste, réalisateur de cinéma et producteur indépendant, il est un des premiers à se servir des techniques de prises de vue numériques dans le cadre de réalisations cinématographiques.
En 1997, il signe 60 millions d'ennemis, premier long métrage français tourné et monté au format DV. Il produit et réalise par la suite Le Journal de Jean (1999), La Voleuse d'images (2001), La Maison (2004).